# سیلویا گراموا
سیلویا گراموا (بلغاری: Силвия Германова؛ زادهٔ ۱۲ فوریهٔ ۱۹۶۱) بازیکن بسکتبال اهل بلغارستان است.
از باشگاه‌هایی که در آن بازی کرده‌است می‌توان به اشاره کرد.